# Christian Berling (läkare)

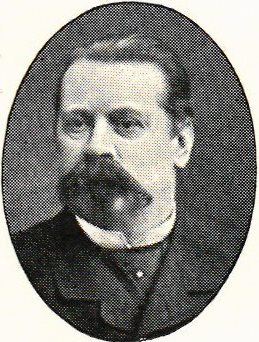
Christian Berling.

Christian Fredrik Berling, född 28 oktober 1834 i Lund, död 17 oktober 1883 i Malmö, var en svensk psykiater. Han var son till Carl Gustaf Berling och brorson till Edward Berling.
Berling blev student vid Lunds universitet 1851, filosofie kandidat 1856, filosofie magister samma år, medicine kandidat 1859, medicine licentiat 1861 och medicine doktor 1863. Han var biträdande läkare vid Malmö hospital 1864–79 och överläkare där från 1879.